# Francesco Pratali
Francesco Pratali (Pontedera, 17 gennaio 1979) è un ex calciatore italiano, di ruolo  difensore.

## Caratteristiche tecniche
Difensore centrale di buona fisicità e senso dell'anticipo, è mancino di piede nonostante il sito transfermarkt lo indichi come destro.

## Carriera
Cresciuto nelle giovanili dell'Empoli, nel 1998-1999 viene girato in prestito alla Lodigiani, dove colleziona 14 presenze e 1 rete; la stagione successiva rimane a Roma a titolo temporaneo, diventando presto titolare indiscusso della difesa, giocando 27 partite e segnando di nuovo 1 rete. Nel 2000 la squadra romana lo acquista in comproprietà, e la stagione è ancora positiva, con 31 partite e 2 reti. Viene quindi riscattato dall'Empoli per disputare la Serie B, dove nel primo anno colleziona 5 presenze e conquista la promozione in Serie A. Nel 2002-2003 esordisce in Serie A giocando 17 partite, mentre nel 2003-2004 gioca 19 partite e ottiene la retrocessione della squadra toscana. Dalla stagione 2004-2005 diventa titolare fisso e colleziona 33 presenze e un gol, contribuendo alla conseguente promozione in Serie A dell'Empoli; colleziona in seguito 28 presenze nel 2005-2006 e prima dell'inizio della stagione 2006-2007 decide di rinnovare il suo contratto per altri quattro anni. Il suo ritorno in Serie A, con 27 presenze e una rete, termina con la storica qualificazione dell'Empoli in Coppa UEFA.
Nell'estate 2007 scoppia un contenzioso con la società, che culmina l'11 luglio 2007, quando il giocatore dichiara di essere stato cacciato dal ritiro Pratali, che contestava la società per non avergli concesso il trasferimento dopo l'interessamento della Lazio, minaccia di ricorrere all'articolo 17 della FIFA per svincolarsi dal club e trovare una nuova destinazione all'estero, sulla scia di Morgan De Sanctis, che con la stessa modalità era passato dall'Udinese al Siviglia. Dopo l'intera estate trascorsa ad allenarsi individualmente, l'8 ottobre 2007 l'Empoli e Francesco Pratali dichiarano di avere risolto tutte le incomprensioni e il difensore viene reintegrato in rosa e messo a disposizione di Luigi Cagni. Alla fine della stagione sono 15 le partite disputate, con la squadra toscana che retrocede nuovamente in Serie cadetta.
Il 27 luglio 2008 viene ufficialmente acquistato dal Torino di Urbano Cairo per circa 3 milioni di euro. Inizia la stagione come difensore centrale titolare in coppia con Cesare Natali, ma progressivamente, anche a causa di alcuni problemi fisici, il suo minutaggio diminuisce e la stagione si conclude con 13 presenze e la retrocessione del club in Serie B.
Nell'estate seguente viene messo in lista di trasferimento, restando comunque a Torino. Nel campionato 2009-2010, sotto la di Stefano Colantuono, Pratali torna titolare e mette a segno due reti decisive contro Empoli e AlbinoLeffe.
Nuovamente messo sul mercato, il 1º febbraio 2010 passa in prestito con diritto di riscatto al
Siena, in Serie A. Disputa in tutto 12 partite con la squadra toscana, che a fine stagione retrocede in Serie B e decide di non riscattarlo.
Il 30 giugno 2010, scaduto il contratto, torna al Torino, che nel frattempo ha già prestabilito una rivoluzione generale della squadra, includendo anche Pratali nella lista dei giocatori esclusi dal ritiro estivo e in lista di trasferimento; il nuovo allenatore Franco Lerda, tuttavia, decide di toglierlo dal mercato e puntare su di lui per la stagione 2010-2011. Nonostante la concorrenza di Valerio Di Cesare e Claudio Rivalta, gioca 22 partite e segna un gol, contro il Frosinone.
Resta al Torino anche per la stagione 2011-2012 sotto la guida di Gian Piero Ventura, debuttando in campionato il 4 settembre 2011 contro il Varese. Dopo aver conquistato la Serie A con la squadra granata, il 30 giugno termina il suo contratto, svincolandosi.
Il 26 luglio 2012 torna all'Empoli, firmando un accordo annuale. Dopo aver concluso la stagione con 19 presenze e 2 reti, la società toscana decide di non rinnovargli il contratto, e il giocatore resta svincolato a parametro zero. Tuttavia, il 9 ottobre successivo, viene nuovamente ingaggiato con contratto annuale fino a giugno 2014.
A inizio luglio 2014 il giocatore trova un accordo con il Viareggio e l'8 luglio 2014 firma un contratto annuale con questa società.
Il 5 febbraio 2015 firma per il Tuttocuoio.
Attualmente è a capo della Scuola Calcio Monteserra nel comune di Buti (PI).

## Statistiche

### Presenze e reti nei club
| Stagione         | Squadra          | Campionato       | Campionato | Campionato | Coppe nazionali | Coppe nazionali | Coppe nazionali | Coppe continentali | Coppe continentali | Coppe continentali | Altre coppe | Altre coppe | Altre coppe | Totale | Totale |
| Stagione         | Squadra          | Comp             | Pres       | Reti       | Comp            | Pres            | Reti            | Comp               | Pres               | Reti               | Comp        | Pres        | Reti        | Pres   | Reti   |
| ---------------- | ---------------- | ---------------- | ---------- | ---------- | --------------- | --------------- | --------------- | ------------------ | ------------------ | ------------------ | ----------- | ----------- | ----------- | ------ | ------ |
| 1996-1997        | Empoli           | B                | 0          | 0          | CI              | 0               | 0               | -                  | -                  | -                  | -           | -           | -           | 0      | 0      |
| 1997-1998        | Empoli           | A                | 0          | 0          | CI              | 0               | 0               | -                  | -                  | -                  | -           | -           | -           | 0      | 0      |
| 1998-1999        | Lodigiani        | C1               | 14         | 1          | CI              | 1               | 0               | -                  | -                  | -                  | -           | -           | -           | 15     | 1      |
| 1999-2000        | Lodigiani        | C1               | 27         | 1          | CI              | 0               | 0               | -                  | -                  | -                  | -           | -           | -           | 27     | 1      |
| 2000-2001        | Lodigiani        | C1               | 31         | 2          | CI              | 0               | 0               | -                  | -                  | -                  | -           | -           | -           | 31     | 2      |
| Totale Lodigiani | Totale Lodigiani | Totale Lodigiani | 72         | 4          |                 | 1               | 0               |                    | -                  | -                  |             | -           | -           | 73     | 4      |
| 2001-2002        | Empoli           | B                | 5          | 0          | CI              | 2               | 0               | -                  | -                  | -                  | -           | -           | -           | 7      | 0      |
| 2002-2003        | Empoli           | A                | 17         | 0          | CI              | 2               | 0               | -                  | -                  | -                  | -           | -           | -           | 19     | 0      |
| 2003-2004        | Empoli           | A                | 19         | 0          | CI              | 2               | 0               | -                  | -                  | -                  | -           | -           | -           | 21     | 0      |
| 2004-2005        | Empoli           | B                | 33         | 1          | CI              | 3               | 0               | -                  | -                  | -                  | -           | -           | -           | 36     | 1      |
| 2005-2006        | Empoli           | A                | 28         | 0          | CI              | 1               | 0               | -                  | -                  | -                  | -           | -           | -           | 29     | 0      |
| 2006-2007        | Empoli           | A                | 27         | 1          | CI              | 0               | 0               | -                  | -                  | -                  | -           | -           | -           | 27     | 1      |
| 2007-2008        | Empoli           | A                | 15         | 0          | CI              | 2               | 0               | -                  | -                  | -                  | -           | -           | -           | 17     | 0      |
| 2008-2009        | Torino           | A                | 13         | 0          | CI              | 1               | 0               | -                  | -                  | -                  | -           | -           | -           | 14     | 0      |
| 2009- gen. 2010  | Torino           | B                | 11         | 2          | CI              | 2               | 0               | -                  | -                  | -                  | -           | -           | -           | 13     | 2      |
| gen.-giu. 2010   | Siena            | A                | 12         | 0          | CI              | 0               | 0               | -                  | -                  | -                  | -           | -           | -           | 12     | 0      |
| 2010-2011        | Torino           | B                | 22         | 1          | CI              | 1               | 0               | -                  | -                  | -                  | -           | -           | -           | 23     | 1      |
| 2011-2012        | Torino           | B                | 8          | 0          | CI              | 0               | 0               | -                  | -                  | -                  | -           | -           | -           | 8      | 0      |
| Totale Torino    | Totale Torino    |                  | 54         | 3          |                 | 4               | 0               |                    | -                  | -                  |             | -           | -           | 58     | 3      |
| 2012-2013        | Empoli           | B                | 19         | 2          | CI              | 0               | 0               | -                  | -                  | -                  | -           | -           | -           | 19     | 2      |
| 2013-2014        | Empoli           | B                | 2          | 0          | CI              | 0               | 0               | -                  | -                  | -                  | -           | -           | -           | 2      | 0      |
| Totale Empoli    | Totale Empoli    | Totale Empoli    | 165        | 4          |                 | 12              | 0               |                    | -                  | -                  |             | -           | -           | 177    | 4      |
| 2014-2015        | Tuttocuoio       | LP               | 3          | 0          | CI-LP           | 0               | 0               | -                  | -                  | -                  | -           | -           | -           | 3      | 0      |
| 2015-2016        | Jolly Montemurlo | D                | 13         | 0          | CI-D            | 0               | 0               | -                  | -                  | -                  | -           | -           | -           | 13     | 0      |
| Totale carriera  | Totale carriera  | Totale carriera  | 317        | 11         |                 | 17              | 0               |                    |                    |                    |             |             |             | 336    | 11     |

## Palmarès

### Club

#### Competizioni nazionali
- Serie B: 1

Empoli: 2004-2005